# Stefan Çapaliku
Stefan Çapaliku (* 10. März 1965 in Shkodra) ist ein albanischer Schriftsteller und Literaturwissenschaftler.

## Werdegang
Çapaliku wuchs in Shkodra auf und studierte von 1984 bis 1988 albanische Sprache und Literatur an der Universität Tirana. In der Folgezeit arbeitete er zunächst als Lehrer an einer weiterführenden Schule in Koplik, ehe er 1990 an der Universität Tirana ein Promotionsstudium in albanischer Literaturwissenschaft aufnahm. In dessen Rahmen absolvierte er zudem Studienaufenthalte in Italien, Tschechien und England. 1996 wurde er promoviert.
Daneben war er als Hochschullehrer an der Universität Shkodra tätig und von 1993 bis 1998 Vorsitzender des dortigen Fachbereichs für Literaturwissenschaft. Von 1998 bis 2005 arbeitete er in leitender Position für das albanische Kulturministerium.
Von 1998 bis 2015 war er zudem externer Professor für Ästhetik und Dramentheorie an der Universität der Künste Tirana. Von 2007 bis 2009 hielt er eine volle Professur für albanische Literatur an der Universität Belgrad. Daneben leitete er bis 2018 die Abteilung für Kunstgeschichte am Zentrum für Albanologische Studien in Tirana; seit 2019 forscht er dort zur Geschichte der albanischen Literatur. 2021 wurde er zum Mitglied der Albanischen Akademie der Wissenschaften ernannt.
Darüber hinaus ist Çapaliku als Schriftsteller aktiv und verfasste mehrere Romane und Gedichtbände sowie mehr als 20 Theaterstücke. Sein 2016 veröffentlichter Roman Secili çmendet simbas mënyrës së vet, in dem er den Alltag in der kommunistischen Diktatur Albaniens aus der Sicht eines Kindes beschreibt, erschien unter anderem 2022 als Jeder wird verrückt auf seine Art auch in deutscher Übersetzung im Berliner Transit Buchverlag. Çapalikus weiteren Werke wurden ebenfalls in zahlreiche andere Sprachen übersetzt, darunter unter anderem in englische, französische, italienische und polnische Sprache. Seine Theaterstücke zählen zu den international meistgespielten albanischen Werken.

## Werke (Auswahl)

### Gedichtbände
- Asgjë më shumë se kaq s’ka ndodhë, Gjergj Fishta, Shkodra 1993.
- Kohë e ndalur, Gjergj Fishta, Shkodra 1994.

### Romane und Kurzgeschichtensammlungen
- Kronikë në lindje, Gjergj Fishta, Shkodra 1996.
- Tregime për anën, Onufri, Tirana 2002.
- Secili çmendet simbas mënyrës së vet, Botimet Fishta, Tirana 2016.
  - Deutsche Übersetzung: Jeder wird verrückt auf seine Art, Transit Buchverlag, Berlin 2022.
  - Französische Übersetzung: Chacun s’affole à sa manière, Meet, Saint-Nazaire 2018.
- Mbyllur për pushime, Botimet Fishta, Tirana 2021.
- Një engjëll veshë me frak, Botimet Fishta, Tirana 2022.

### Theaterstücke
- Pesë drama dhe një korn anglez, Ideart, Tirana 2003.
- Allegretto Albania, uraufgeführt 2007 am Mazedonischen Nationaltheater in Skopje.
- Provat gjenerale të një vdekjeje të paralajmëruar, uraufgeführt 2012 am Migjeni-Theater in Shkodra.
- Faustit prej Tirane, uraufgeführt 2013 in Tirana.

### Wissenschaftliche Werke
- Fishta satirik, Shkodra 1995.
- Prijës për gjeografinë dhe sociologjinë e letërsisë shqiptare, Hylli i Dritës, Tirana 1997.
- Letërsia e interpretuar: prijës për metodat bashkëkohore të leximit dhe të studimit të letërsisë, Arbri, Tirana 1998.
- Estetika moderne, Shtëpia Botuese e Librit Universitar, Tirana 2004.
- Kunst im postkommunistischen Albanien: 1991–2010, Verlag unser Wissen, Tirana 2021.
- Korçë e Shkodër: meridiane dhe paralele. Fishta, Lezha 2023.